# 군사도시
군사도시(軍事都市)란 군대의 주둔이 많아 군사적인 기능이 두드러진 도시를 말한다. 대한민국의 대표적인 군사도시로는 대한민국 육군·해군·공군 3군 본부가 있는 계룡시와 해군항이 있는 창원시 진해구가 있다.
그 밖에 주한미군 기지가 있는 송탄·팽성읍(이상 평택시)·동두천시·왜관읍(칠곡군), 육군훈련소와 보충대가 있는 연무읍(논산시)·춘천시·의정부시, 1군사령부가 있는 원주시, 군사분계선 접경의 파주시 등이 군사도시로 분류된다.